# Karstquelle Hofheim
Koordinaten: 50° 8′ 42,6″ N, 10° 31′ 27″ O
Die Karstquelle Hofheim ist eine als Naturdenkmal ausgewiesene Gipskarstquelle bei Hofheim in Unterfranken.

## Beschreibung
Die Karstquelle liegt nördlich der Stadt Hofheim in einem kleinen Wäldchen. Es handelt sich um einen Quelltrichter, der in der Sekunde durchschnittlich 32 Liter Wasser schüttet. Das bläulich schimmernde Quellwasser besitzt einen hohen Calciumsulfatgehalt, da es aus unterlagernden Gipskeuperschichten aufsteigt. Der abfließende Bach fließt nach 1,6 km der Aurach zu, einem rechten Zufluss der Nassach.
Die Quelle ist vom Bayerischen Landesamt für Umwelt als bedeutendes Geotop (Geotop-Nummer: 674Q002) ausgewiesen.